# Bogowie olimpijscy

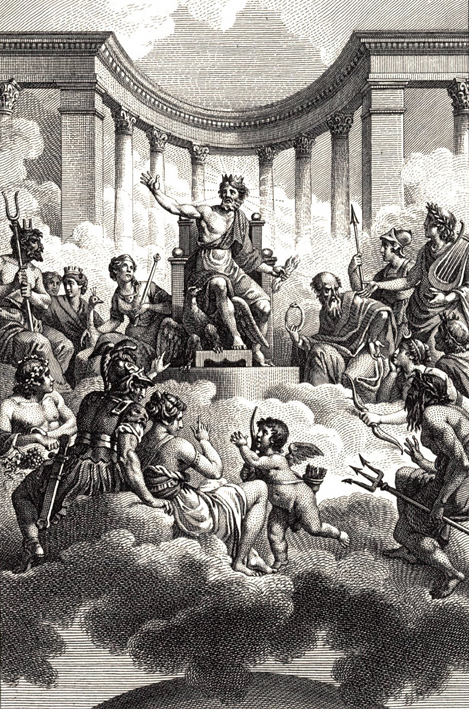
Nicolas-André Monsiau: Bogowie olimpijscy

Bogowie olimpijscy – bogowie zamieszkujący górę Olimp  w mitologii greckiej.    
Sprawowali wszelką władzę nad ludźmi i decydowali o ich istnieniu, życiu lub śmierci. Pili boski nektar i jedli ambrozję, która dawała im nieśmiertelność i urodę. Było ich dwunastu.
Skład owej dwunastki nie zawsze był jednak jednakowy. W każdym źródle wymieniano jednak: Afrodytę, Apollo, Aresa, Artemidę, Atenę, Hefajstosa, Herę, Hermesa, Posejdona, Zeusa. Pozostałe dwa miejsca w zależności od źródeł uzupełniają: Hades, Demeter, Dionizos oraz Hestia.
Dynastię bogów zapoczątkowali: Uranos (niebo) i Gaja (ziemia), która narodziła się z Chaosu i sama z siebie urodziła Uranosa we śnie. Ich potomstwem byli: tytani i tytanidy, hekatonchejrowie oraz cyklopi niebiańscy.
Kronos poślubił Reję, następnie okaleczył i pozbawił swojego ojca władzy. Uranos przeklął Kronosa i przepowiedział, że i jego obali własne dziecko. Kronos bojąc się utraty władzy każde nowo narodzone dziecko połykał. Połknął: Hestię, Demeter, Herę, Hadesa i Posejdona. Rea pozbawiona wszystkich dzieci postanowiła, że nie dopuści żeby szósty potomek został połknięty. Jako szósty urodził się Zeus. Rea zamiast niego podała Kronosowi kamień zawinięty w pieluszkę, a Zeusa ukryła na Krecie. Kiedy Zeus osiągnął wiek dojrzały za poradą Metydy (Metis) poprosił matkę by podała Kronosowi  środek wymiotny, który spowodował, że musiał on zwymiotować połknięte dzieci. Przywrócone życiu rodzeństwo pod wodzą Zeusa wypowiedziało wojnę Kronosowi. Wojna trwała 10 lat, w walce z Kronosem Zeusa wsparli ci, których Uranos wtrącił do Tartaru, czyli cyklopi i hekatonchejrowie. Dzięki temu wsparciu Zeus odniósł zwycięstwo i zajął miejsce w Niebie, a za swoją siedzibę obrał Olimp. Kronos wraz z innymi tytanami został zamknięty w Tartarze.
Zamknięcie tytanów w Tartarze spowodowało gniew Gai, która podburzyła gigantów do walki z mieszkańcami Olimpu. Wojna ta została nazwana gigantomachią.